# Occidozyga
Occidozyga là một chi động vật lưỡng cư trong họ Dicroglossidae, thuộc bộ Anura. Chi này có 12 loài và 17% bị đe dọa hoặc tuyệt chủng.

## Hình ảnh

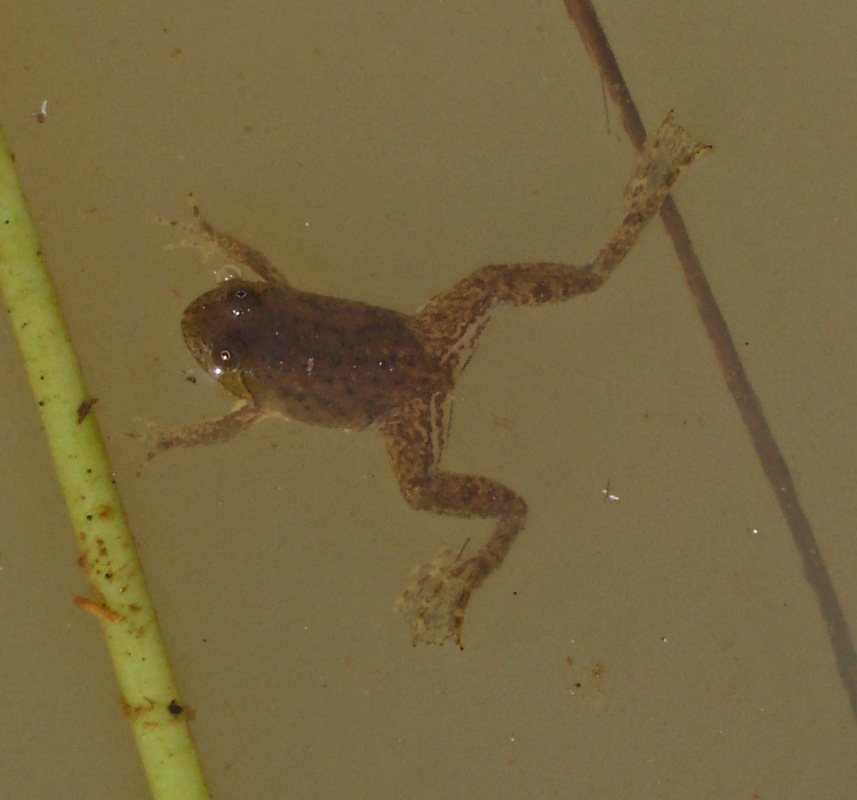
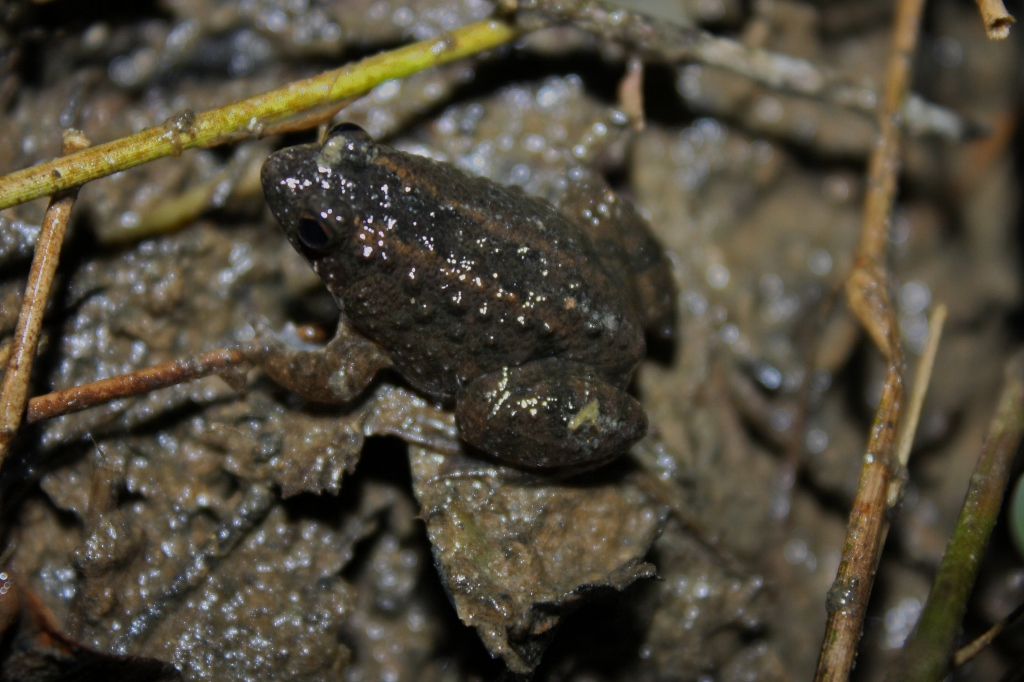